# Hobo (sem-teto)

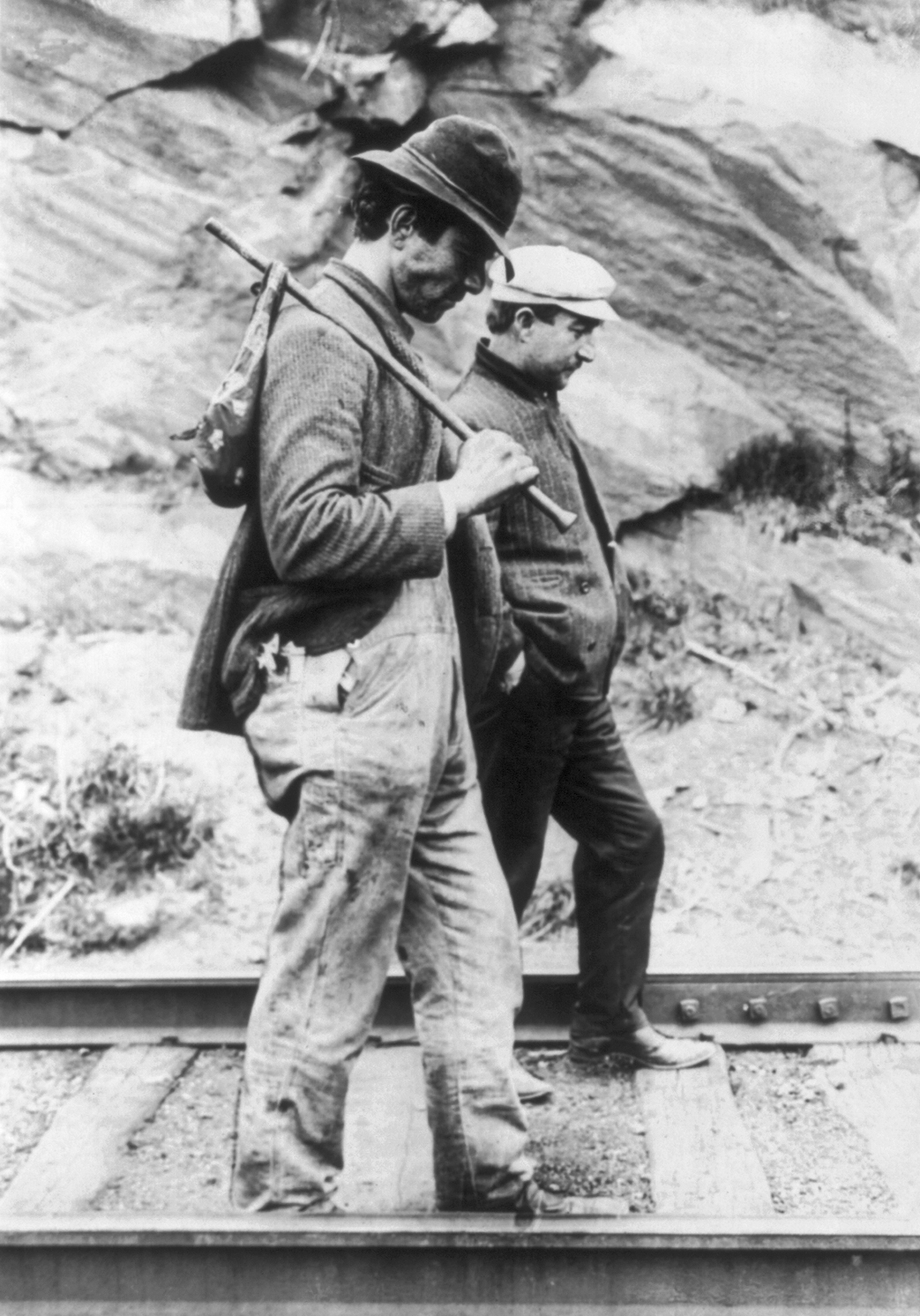
Dois hobos caminhando sobre trilhos, depois de serem expulsos de um trem.

Hobo é um termo da língua inglesa que designa um trabalhador itinerante, sem-teto e muito pobre. O termo surgiu nos anos 1890s, possivelmente durante a crise econômica 1893-1897, e seu uso permaneceu ao longo das primeiras décadas do século XX, sobretudo nos anos de depressão, nos Estados Unidos. O termo foi originado no oeste - mais provavelmente no noroeste - dos Estados Unidos  durante a última década do século XIX. Diferentemente de andarilhos, que trabalham quando são forçados, e slackers, que não trabalham, hobos são trabalhadores que peregrinam. A comida conhecida por Mulligan stew está geralmente associada aos hobos.
O sociólogo americano Robert E. Park refere-se aos hobos em seu artigo "The City: Suggestions for the Investigation of Human Behavior in the City Environment", de 1915, e   especialmente em "The Mind of the Hobo: Reflections upon the Relation between Mentality and Locomotion", capítulo IX do livro homônimo, de 1925.